# Dream Disciples
Dream Disciples — шотландская музыкальная группа, исполнявшая готик-рок. За всё время своего существования (с 1990 по 2004 годы) коллектив приобрёл популярность в Британии и продал более шестнадцати тысяч копий альбомов.

## История
Группа Dream Disciples была образована в 1990 году вокалистом Колом Лоуингом и гитаристом Сидом Брэтли, которые до этого сотрудничали в различных андеграундных коллективах в течение поздних 1980-х годов. Они привлекли к участию в группе басиста Стивена МакКина, а несколько позже к команде присоединился ударник Скотт Прентис. В этом составе был записан первый студийный альбом группы, получивший название Veil of Tears и вышедший в 1991 году.
Продолжая интенсивно работать, Dream Disciples начали активно гастролировать по Великобритании и выпустили ещё два успешных альбома — In Amber в 1995 и A Cure For Pain в 1996 году. В поддержку последнего группа впервые выступила на престижном фестивале Whitby Gothic Weekend. Творческая активность коллектива позволила Мику Мёрсеру назвать Dream Disciples «одной из наиболее упорно работающих групп в жанре <готик-рока>».
Вскоре, однако, состав Dream Disciples изменился — коллектив покинул один из его основателей Сид Брэтли, а затем и басист МакКин. Их заменили гитарист Гордон Янг и бывший участник группы Rosetta Stone басист Карл Норт. В феврале 2000 года ушёл из группы и ударник Скотт Прентис, замещённый экс-барабанщиком Circus of Horrors Марком Чемпионом. В обновлённом составе Dream Disciples записали в 2001 году альбом Asphyxia, получивший высокие оценки музыкальных критиков, и провели турне по Европе, выступив на бельгийском фестивале Eurorock и став хэдлайнерами очередного Whitby Gothic Weekend.
После этого активность коллектива пошла на спад. Последним его релизом стал концертный альбом Gestalt, выпущенный в 2002 году. В апреле 2004 года группа в четвёртый раз выступила на Whitby Gothic Weekend (на одной сцене с The Mission), вскоре после чего распалась.

## Стиль, влияние
Dream Disciples были одной из типичных команд «третьей волны» готик-рока, отличавшихся депрессивным звучанием и «неприукрашенным» вокалом и вдохновлявшихся творчеством своих предшественников The Mission, The Cure и The Cult. При этом их творчество было намного более «ро́ковым», чем у многих других групп этого направления, и свободным от поп-влияния. На поздних альбомах группа стала сочетать «классический» готик-рок образца поздних восьмидесятых с элементами электронной музыки.

## Дискография

### Студийные альбомы
- Veil of Tears (1991)
- In Amber (1995)
- A Cure For Pain (1996)
- Subatomic (1998)
- Asphyxia (2001)

### Концертные альбомы
- At the Edge of the Abyss (1997)
- Gestalt (2002)